# فريدريش ويبر (أستاذ جامعي)
فريدريش ويبر (بالألمانية: Friedrich Benedict Weber)‏ (و. 1774 – 1848 م) هو أستاذ جامعي، وكاميراليزم ‏، واقتصادي، وقانوني ألماني، ولد في لايبزيغ، توفي في فروتسواف، عن عمر يناهز 74 عاماً.

## التعليم
تعلم في جامعة لايبتزغ
.